# Anno 1602: New Islands, New Adventures
Anno 1602: New Islands, New Adventures (in Duitsland: Anno 1602: Neue Inseln, Neue Abenteuer) is een uitbreidingspakket voor het real-time strategy- en simulatiespel Anno 1602: Creation of a New World. Deze uitbreiding verscheen alleen in 1998 in Duitsland als losstaande uitbreiding. Het is toegevoegd aan de later uitgebrachte Gold Edition van Anno 1602 die voornamelijk in het Verenigd Koninkrijk en Nederland werd uitgebracht.

## Overzicht
Het is ontwikkeld door dezelfde ontwikkelaars als het originele spel, namelijk het Duitse Sunflowers en het Oostenrijkse Max Design.
De uitbreiding voegt de volgende zaken toe:
- 20 scenario's in 6 campagnes, 7 single player scenario's, 30 multiplayer scenario's
- 200 nieuwe eilanden en een groot nieuw type eiland
- een programma om de scenario's van het spel te bewerken of om zelf scenario's te maken
- verbeterde kunstmatige intelligentie: tactieken en reactiesnelheid van tegenstanders zijn verbeterd
- een watermolen
- nieuwe filmpjes en muziek door de band Prinzen
- optie om van ongebruikte soldaten of schepen af te raken (respectievelijk wegsturen en zinken)
- eenheden makkelijker aan te sturen in een gevecht
- verbeterde organisatie van automatische handelsroutes
- een frame in de overzichtsmap om oriënteren makkelijker te maken
- verhoging van limieten: maximaal aantal schepen verhoogd naar 33 en maximaal aantal productiefaciliteiten is eveneens verhoogd (zowel in totaal als per eiland)
- meer dieren in de oceanen: walvissen, dolfijnen en octopussen
- meer activiteit in de straten van een nederzetting: rondrennende kinderen en een gokker bij elke markt
- uitbarstingen van vulkanen